# Guardaboschi
Il guardaboschi è una figura professionale che si occupa di tutela e salvaguardia delle foreste per impedire furti di legname, pascoli abusivi e caccia di frodo.

## Attività e funzioni
I guardaboschi possono essere agenti degli enti locali, ma è prevista anche la possibilità di guardaboschi volontari (civili) ai quali sia riconosciuta la qualifica di guardia giurata. Questi ultimi non rivestono però la qualifica di agenti di polizia giudiziaria anche se ad esse è affidata la vigilanza, con la conseguenza che non è loro consentito operare sequestri di legname, o di elevare sanzioni, prerogativa dei soli ufficiali ed agenti di polizia giudiziaria.
I guardaboschi svolgono normalmente un'attività di controllo e vigilanza in ambito territoriale per acquisire informazioni sullo stato delle foreste oltre ad avere un compito più squisitamente didattico per educare al rispetto dell'ambiente, della fauna selvatica e della normativa di riferimento.
Tra le funzioni dei guardaboschi autorizzati vi è la verifica dei permessi e delle licenze dei taglialegna nonché la contestazione di reati con possibilità di elevare contravvenzioni.

## Filmografia
- La casa del guardaboschi (Forsthaus Falkenau), serie televisiva tedesca (1989 - 2013)